# Slepota
Slepota je nejvážnější postižení zraku, neschopnost vnímat vizuální informaci. Úplná slepota je trvalá a úplná ztráta zraku, kdy nemocný nemůže vůbec vnímat světlo. Jako praktická slepota se označuje podstatné snížení zrakových funkcí.
U některých živočichů však je slepota přirozená a není projevem žádného onemocnění. Slepí jsou velmi často živočichové, žijící v půdě (tzv. terikolní živočichové, např. červoři), v jeskyních, na dně moří, či jinde v temnotě. Slepé jsou také mnohé evolučně nižší skupiny živočichů, jako např. živočišné houby (Porifera).

## Klasifikace zrakového postižení podleSvětové zdravotnické organizace
Závažnost zrakového postižení se definuje pomocí zrakové ostrosti udané Snellenovým zlomkem. Například silná slabozrakost se definuje jako kvalita vidění udaná Snellenovým zlomkem 1/10 nebo méně (ve zdravějším oku, s nejlepší dostupnou korekcí). To značí, že silně slabozraký jednotlivec musí stát 6 metrů od objektu, aby ho viděl stejně jasně, jako normálně vidící osoba ze vzdálenosti asi 60 metrů.
1. Střední slabozrakost
zraková ostrost: maximum menší než 6/18 (0,30) – minimum rovné nebo lepší než 6/60 (0,10)
2. Silná slabozrakost
zraková ostrost: maximum menší než 6/60 (0,10) – minimum rovné nebo lepší než 3/60 (0,05)
3. Těžce slabý zrak
(a) zraková ostrost: maximum menší než 3/60 (0,05) – minimum rovné nebo lepší než 1/50 (0,02)
(b) koncentrické zúžení zorného pole obou očí pod 20 stupňů, nebo jediného funkčně zdatného oka pod 45 stupňů
4. Praktická slepota
zraková ostrost 1/60 (0,02) až světlocit nebo omezení zorného pole do 5 stupňů kolem centrální fixace, i když centrální ostrost není postižena
5. Úplná slepota
ztráta zraku zahrnující stavy od naprosté ztráty světlocitu až po zachování světlocitu s chybnou světelnou projekcí

## Příčiny slepoty
Vážné zrakové postižení může mít řadu příčin: nemoc, abnormalita, úraz, genetický defekt, trest oslepením. 

### Nemoci
Zrakové postižení je většinou způsobeno nemocemi a podvýživou: většina obecných příčin slepoty ve světě jsou katarakty (šedý zákal) (43 % v roce 1997, podle WHO), glaukom (zelený oční zákal) (15 %), trachom (zánět spojivky či rohovky) (11 %), nedostatek vitamínů u dětí pod 5 let (2 %), kolobom (vrozené nevytvoření určitých tkání oka) (3 %).
Lidé v rozvojových zemích mnohem častěji trpí zrakovým postižením v důsledku podmínek, jimž bylo možno předejít. Zatímco zrakové postižení je všude nejčastější u lidí nad 60 let, děti v chudých oblastech budou mnohem pravděpodobněji postiženy očními nemocemi než děti žijící v dostatku.
Souvislost mezi chudobou a léčitelným zrakovým postižením je patrná při porovnání regionů. Nejvíc zrakových postižení u dospělých v Severní Americe a západní Evropě nastává v souvislosti se stařeckou makulární degenerací (degenerace žluté skvrny) a diabetickou retinopatií. I když obě nemoci lze léčit, žádná zatím není vyléčitelná.
V rozvojových zemích, kde lidé mají kratší průměrnou délku života, jsou nejčastější příčinou katarakty a vodní parazité (obě onemocnění mohou být efektivně léčena). Z odhadovaných 40 milionů slepých lidí ve světě jich 70–80 % může mít zrak obnoven (zcela nebo zčásti) vhodnou léčbou.

### Abnormality a úrazy
Oční úrazy, nejčastěji vyskytující se u lidí pod 30 let, jsou hlavní příčinou monookulární slepoty (ztráty zraku v jednom oku) v USA. Úrazy a katarakty postihují oko samotné. Abnormality (např. optická nervová hypoplazie) postihují nervový svazek, který vysílá signály z oka do zadní části mozku, a mohou vést ke zmenšení zrakové ostrosti. Úrazy týlového laloku mozku mohou i při neporušených očích a optických nervech způsobit slepotu.

### Genetické defekty
Slepota může být vrozená, např. při různých vývojových poruchách, kdy se oko vyvine chybně, zakrněle nebo úplně chybí (anoftalmie).
Lidé s albinismem často trpí postižením zraku v takovém rozsahu, že mnozí jsou prakticky slepí, i když jen málo z nich je úplně bez zraku.

### Tresty oslepením
Oslepení bylo ještě ve středověku poměrně běžným způsobem trestu. Používalo se také při dynastických bojích o vládu jako metoda vyřazení konkurenta (oslepen byl např. český kníže Jaromír nebo uherský král Béla II.). Jedním ze způsobů oslepení byla abacinace – vystavení očí vysoké teplotě.
V současné době je trest oslepení uzákoněn a zároveň i praktikován pouze ve dvou zemích světa: Saúdské Arábii a Íránu.

## Alternativní techniky
Zrakově postiženi a slepí lidé vymysleli mnoho technik, které jim umožňují provádět běžné denní činnosti s využitím ostatních smyslů (zejména sluchu a hmatu). To může obsahovat:
- Software, který umožňuje komunikovat s počítačem pomocí zvukového rozhraní nebo zvětšeného obrazu.
- Úpravy bankovek, aby jejich hodnota mohla být určena hmatem. Například:
  - V některých měnách, jako euro a libra, velikost bankovky stoupá s její hodnotou.
  - Některé bankovky mají hmatový prvek na indikaci denominace (pojmenování) v pravém horním rohu. Tento hmatový prvek je série zvýšených bodů, ale není to standardní Braillovo (slepecké) písmo.
  - Též je možné skládat bankovky různými způsoby pro rozeznání.
- Označování a štítkování oděvu a jiných osobních věcí
- Umístění různých typů jídla na různé pozice na talíři
- Vhodné označení ovládacích prvků domácích spotřebičů

## Nástroje

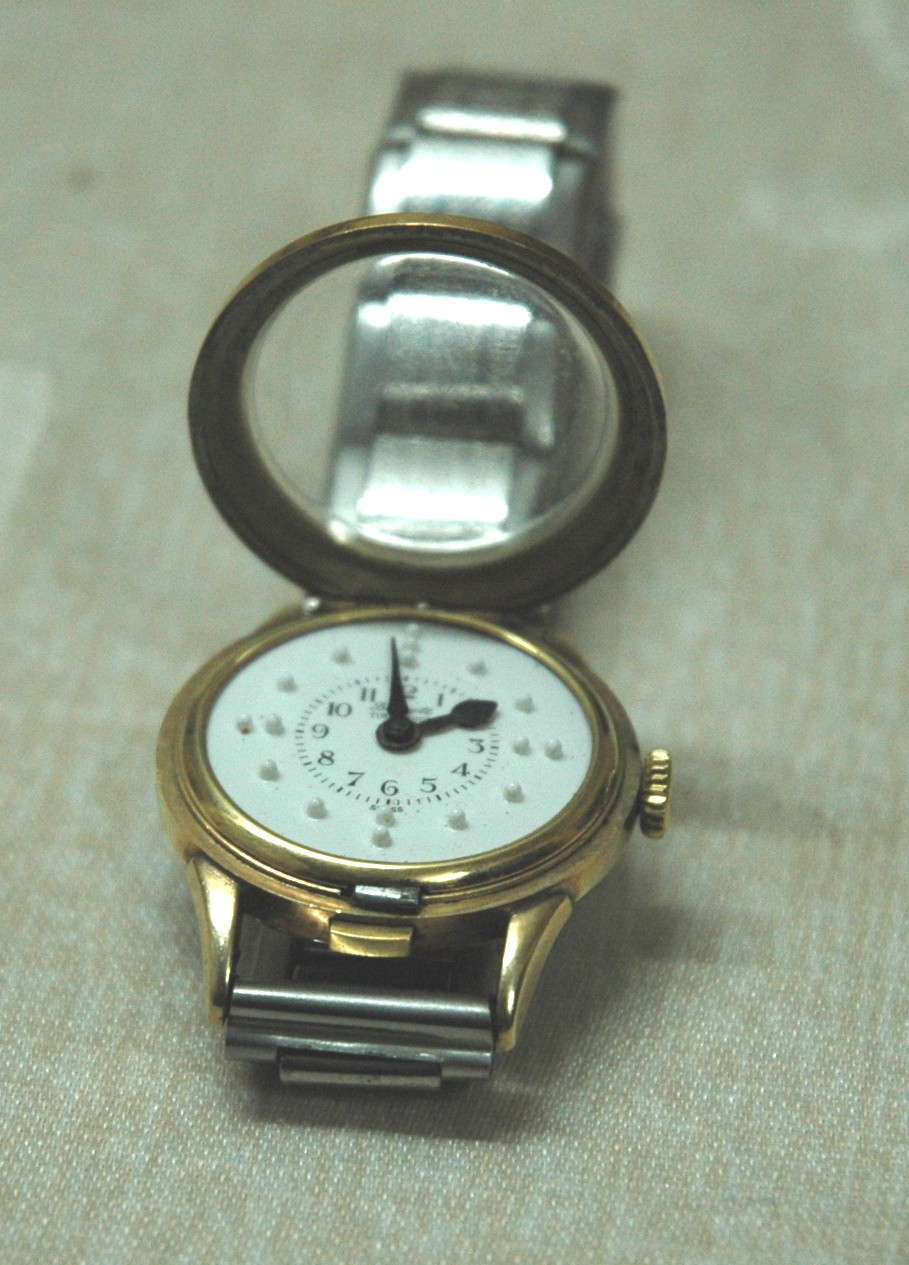
Náramkové hodiny pro slepé

Designeři – jak vidící, tak zrakově postižení – vymysleli pro slepé mnoho různých nástrojů.

### Mobilita

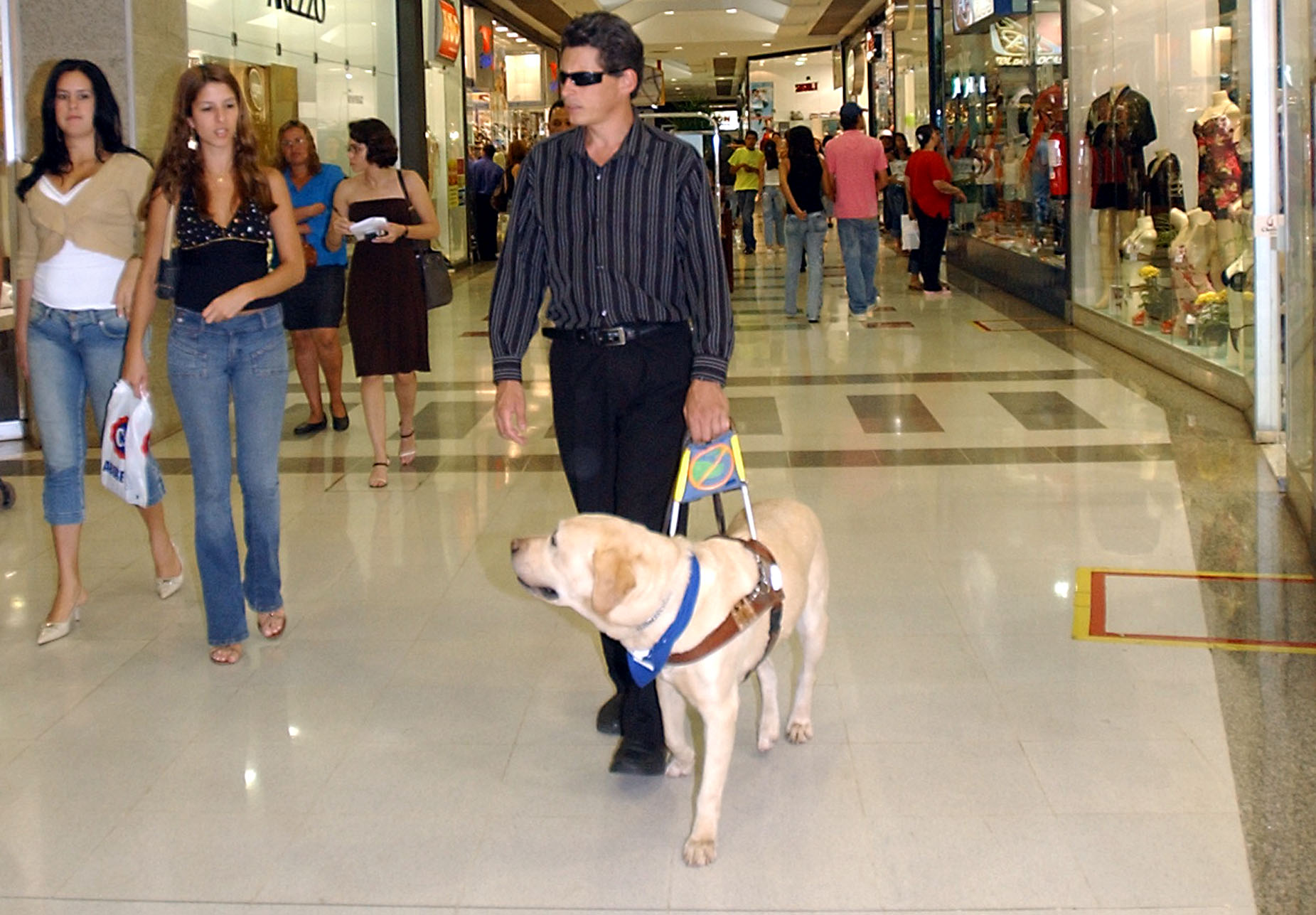
Slepecký pes vedoucí svého pána

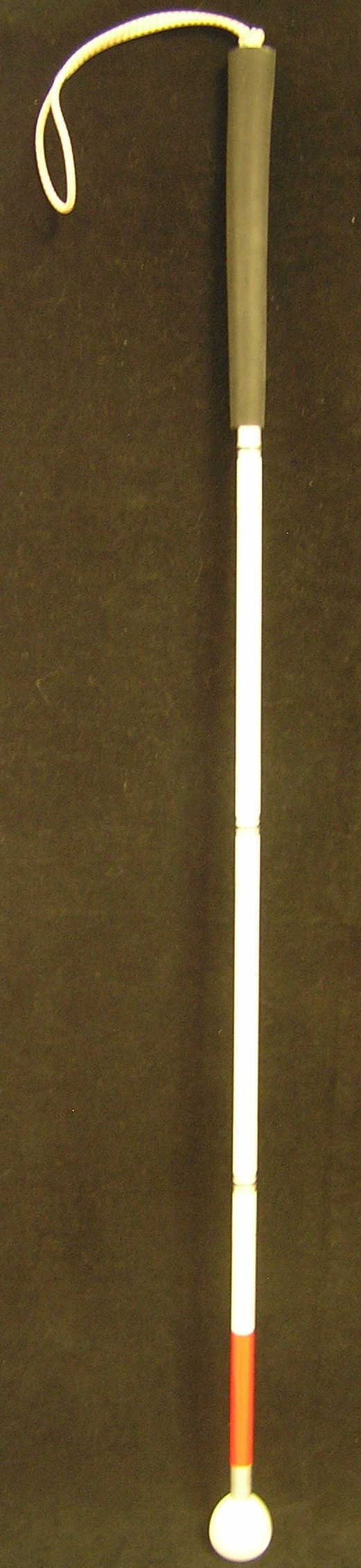
Slepecká hůl je mezinárodním symbolem slepoty

Lidé s vážnou vadou zraku mohou cestovat samostatně s použitím bílé hůlky, mezinárodního symbolu pro slepotu.
Dlouhá hůlka se užívá pro rozšíření uživatelova dotykového rozsahu. Uživatel hůlkou „zametá“ cestu před sebou, aby odhalil překážky. Někteří zrakově postiženi používají pouze kratší a lehčí identifikační hůlku. Další potřebují podpůrné hole.
Každá z hůlek je bíle natřena, aby byla dobře viditelná a aby upozornila na zrakové postižení uživatele hůlky. V některých zemích náleží uživateli s bílou hůlkou nebo vodicím psem i přednost v jízdě (resp. chůzi).
Bílá hůl jako označení nevidomého člověka se začala užívat ve Francii v roce 1931, do roku 1967 byla uznána ve většině zemí světa. Obdobně hluchoslepí užívají bílou hůl s červenými pruhy.
Malé množství zrakově postižených lidí využívá vodicí psy (např. labradorský retrívr). Tito společníci jsou trénováni na vedení nevidomých kolem překážek. I když jsou velmi inteligentní, vodicí psi nerozpoznávají barvy na semaforech a dopravní značky. Zrakově postiženi lidé užívající tyto psy musí už být schopnými cestovateli. Česká legislativa nepovažuje v silničním provozu postroj vodícího psa za označení zrakově postiženého, je potřeba využívat bílou hůl.

### Čtení a zvětšování
Většina slepých a zrakově postižených čte tisk normální velikosti nebo zvětšený užitím zvětšovacích zařízení. Ostatní buď čtou písmo Braillova a Moonova typu, užívají speciálně upravené počítače se skenery, aplikacemi pro optické znakové rozeznávání, hmatové displeje (braillský řádek) a software na čtení obrazovky, nebo spoléhají na namluvené audioknihy.
Někteří lidé mohou získávat tyto materiály v agenturách pro nevidomé, jako je např. Národní knihovní servis pro slepé a fyzicky handicapované v USA, Národní knihovna pro slepé nebo RNIB ve Spojeném království.
Různá zvětšovací skla, některá jsou držena ručně, jiná jsou na stole, mohou usnadnit čtení lidem se sníženou zrakovou ostrostí.
Uzavřený televizní okruh – zařízení, které zvětšují a zvyšují kontrast u zobrazených textů – jsou high-tech alternativou k tradičním zvětšovacím zařízením.

### Počítače
Přístupová technologie umožní slepým použít nejdůležitější počítačové aplikace. Většina prakticky slepých nepoužívá počítače. Jen malá část této populace, v porovnání s vidícími, má přístup na internet. Tento výhled se postupně mění díky dostupnosti asistivní technologie (např. čtečka obrazovky) spojené s úsilím na zajištění dostupnosti informační technologie pro všechny potenciální uživatele, včetně slepých.
Moderní webové prohlížeče mohou zvětšit velikost textu.
Hnutí za větší webovou dostupnost prosazuje u webových stránek takové úpravy, aby byly přístupnější pro zrakově postižené. Soubor těchto opatření se nazývá webová přístupnost (web accessibility).

### Jiné pomůcky
Lidé mohou použít mluvící teploměry, zvětšené nebo označené voliče trouby, mluvící hodinky a hodiny, mluvící měřidla, kalkulačky, kompasy a jiné mluvící vybavení. Indikátor hladiny umožňuje zrakově postiženému rozpoznat hladinu nalévaného nápoje, přístroj (malá krabička) se přichytí na hranu nádoby a po kontaktu s vodou se spustí zvukový signál. VPN slepecká vysílačka (malé zařízení se šesti tlačítky sloužící k rozpoznávání linek MHD, východů z podchodů apod.) umožňuje větší orientaci v některých veřejných budovách; vysílačka je opatřena šesti tlačítky:
- tl. 1 – spouští zvukovou navigaci od akustického přijímače (dosah cca 50 m)
- tl. 2 – spouští popis prostředí a popisy cest k důležitým bodům, u budov například popisuje kde je zvonek
- tl. 3 – spouští informaci o čísle a směru linky MHD
- tl. 4 – nevidomý nebo slabozraký potvrzuje nástup do MHD, v metru se ve stanici ozve hlášení "otevření dveří aktivováno" a řidič dostane signál otevřít všechny dveře vlaku. U ostatních dopravních prostředků se řidiči ozve signál "nástup nevidomého" a otevřou se dveře, popřípadě je otevře řidič
- tl. 5 – rozezvučí semafor, který nevydává signál o stavu semaforu (zelená, červená)
- tl. 6 – rezerva, v dohledné době[kdy?] by se mělo využít ve stanici Praha hl. n.

## Druhy bílých holí
V minulosti se používala spíše krátká hůl, která sloužila spíše jen jako upozornění na zrakovou vadu. Dnes je bílých holí více druhů a typů.
Jsou v zásadě tři druhy holí, signalizační, opěrná a orientační. Hůl signalizační se užívá pro označení zrakově postiženého většinou slabozrakého, je to kratší hůl, slouží též nevidomým při využívání vodícího psa, neboť jak je výše uvedeno, zákon to nepřímo vyžaduje a hůl umožňuje částečnou orientaci a tím i kontrolu nad psem. Hůl může být jednodílná, nebo skládací (4 a 7dílná), či teleskopická (2 a 7dílná), jako materiál se používá převážně hliník nebo směs kompozitu, která se používá jen na sedmidílnou teleskopickou hůl.
Hůl opěrná je klasická opěrná hůl bílé barvy, má spíše jen signalizační funkci.
Hůl orientační (dlouhá) umožňuje orientaci, je pevnější konstrukce, používá se hliník a kompozit, vyrábějí se skládací 5dílné, což je nejčastější a doporučovaná konstrukce, používá se jak hliník tak kompozit, jsou také teleskopické – dvoudílné, je možná i kombinace skládací a teleskopické, která má sedm dílů. Orientační hůl má rukojeť přizpůsobenou orientaci, stejně tak její koncovka.
Všechny hole jsou opatřeny reflexními prvky, dnes již s jedním červeným proužkem u skládacích holí vespod, u teleskopické uprostřed. Hole bílé s červenými pruhy po 10 cm jsou symbolem hluchoslepoty.

## Zrakově postižení ve společnosti
Dnes se podstatně změnilo postavení zdravotně postižených ve společnosti, nejinak je to i u nevidomých a slabozrakých. Sociální systém poskytuje zrakově postiženým různé příspěvky a dávky včetně mimořádné dávky na pomůcky (vodicí pes, počítač...). Zrakově postižení mají též většinou průkazy ZTP a ZTP/P, které je opravňují například ke slevě v dopravě, MHD zdarma, slevy v divadlech, památkách apod.
Organizace, která zdravotně postižené sdružuje a hájí jejich zájmy, je Sjednocená organizace nevidomých a slabozrakých České republiky, která poskytuje i terénní služby, zřizuje organizace Tyfloservis, o. p. s. a Tyflocentra, svými službami pokrývá celé území ČR, dále zřizuje Středisko výcviku vodicích psů (v Praze 5). Tato organizace též vydává tiskoviny pro nevidomé a slabozraké.
Vydáváním knih v Braillově písmu se v ČR zabývá Knihovna a tiskárna pro nevidomé K. E. Macana v Praze, která provozuje i pobočky a poskytuje i půjčování knih jak osobně, tak zásilkovou službou. Tiskoviny v Braillově písmu nepodléhají poštovní platbě.
Důležitou roli zde sehrává také Středisko rané péče, které vyhledává zrakově postižené v raném dětství a pomáhá rodině s vytvořením podmínek pro dítě.
Speciálněpedagogická centra se zabývají pomocí nevidomým a slabozrakým žákům, tato centra jsou i pro jinak postižené, ale fungují zvlášť.
Zrakově postižení mohou být integrováni v klasických školách, ale mohou také využít systému speciálního školství, které je plnohodnotné, skládá se z mateřských, základních a středních škol a základních praktických škol (zvláštních).